# Bugarach
 Bugarach  je naselje i općina u Francuskom departmantu Aude u južnoj Francuskoj regiji Languedoc-Roussillon.
Po podacima iz 1999. godine u općini je živjelo 176 stanovnika, a gustoća naseljenosti je iznosila 6 stanovnika/km². 
Općina se prostire na površini od 26,62 km² i nalazi se na srednjoj nadmorskoj visini od 427 metara.

## Zemljopis
Nalazi se zapadno od planine Pic de Bugarach, koja je ujedno i najviša planina gorja Corbièresa.

## Turizam
Od prosinca 2010. selo je navodno preplavljeno osobama koji misle da će selo preživjeti navodnu apokalipsu 2012.

## Vanjske poveznice
|  | Portal Francuske – Pristup člancima s tematikom o Francuskoj. |